# Tchórzewek
Tchórzewek – kolonia wsi Wrzosów w Polsce, położona w województwie lubelskim, w powiecie radzyńskim, w gminie Borki.
W latach 1975–1998 kolonia administracyjnie należała do ówczesnego województwa lubelskiego.

## Historia
Około połowy XV wieku obok wsi Tchórzew została osadzona Wola, która pojawiła się w zapisach w 1462 r. jako „Wolia Tchorzowska”. W 1529 r. zapisana w parafii kockiej jako „Tchorzowyecz” (Księga beneficjów 424). W 1531 r. w rejestrze poborowym widnieje Wola domini Zelenski zaś w 1552 r. Wola Tchorzowska Ade Zelenski zdaniem autorów Osad zaginionych obydwa te zapisy odnoszą się do tej samej wsi.
W końcu XVI wieku i w pierwszej połowie XVII wieku Tchórzówek spisywany był łącznie z Tchórzewem Starym. Ponownie jako odrębna osada występuje w rejestrze z 1673 r. (Rejestr Pogłównego 36) i dalej ciągle w spisach XVIII i XIX w. pisany jako Tchorzewek.
W 1921 roku była to wieś o 54 budynkach i 264 mieszkańcach. Jako samodzielna osada notowana była jeszcze w 1967 roku.
Tchórzewek do końca lat 70. XX wieku stanowił część wsi Stara Wieś, w gminie Borki, po czym miejscowość notowana jest jako kolonia.
Według Słownika geograficznego Królestwa Polskiego z roku 1892 Tchórzewek w wieku XIX stanowił wieś, i folwark, a także i dobra nad rzeką Tyśmienicą w powiecie radzyńskim, gminie Sitno, parafii Kock. Odległy 10 wiorst od Radzynia posiadał wówczas 43 domów i 437 mieszkańców. W spisie z roku 1827 zliczono tu 25 domów i 157 mieszkańców.

Dobra Tchórzewek alias Stara Wieś składały się w roku 1886 z fol. Stara Wieś alias Tchórzewek i Marynin, rozległe mórg 1267. [...] Wieś Tchórzewek posiadała osad 30, mórg 492 natomiast wieś Stara Wieś osad 40, mórg 430. (opis podaje Bronisław Chlebowski SgKP)